# Aeronautics Orbiter
Aeronautics Orbiter – izraelski, taktyczny bezzałogowy aparat latający (UAV – ang. Unmanned Aerial Vehicle), produkcji firmy Aeronautics Defense Systems. W 2005 roku aparat został zwycięzcą konkursu na nowy, taktyczny, bezzałogowy samolot dla Jednostki Wojskowej Grom, stając się w ten sposób pierwszym bezpilotowym aparatem latającym na wyposażeniu Sił Zbrojnych Rzeczypospolitej Polskiej.

## Historia
Orbiter jest typowym taktycznym aparatem do wypełniania zadań określanych mianem Over The Hill (bliskie rozpoznanie). Po raz pierwszy został zaprezentowany publicznie podczas Międzynarodowego Salonu Lotniczego w Paryżu w 2005 roku. W tym samym roku, w sierpniu, JW Grom zorganizowała przetarg na nowy bezzałogowy aparat taktyczny. Do konkursu stanęły Aeronautics Defense Systems (reprezentowanym przez G&R Zintegrowane Systemy Bezpieczeństwa) z Orbiterem, WB Electronics z WB Electronics SOFAR oraz Cenzin z amerykańskim RQ-11 Raven. Zwycięzcą został Orbiter, a pod koniec września podpisano kontrakt na zakup 3 aparatów wraz z oprzyrządowaniem. Jednym z podstawowych kryteriów, które zadecydowały o wyborze Orbitera, była możliwość bardzo szybkiej realizacji dostaw. Już w grudniu 2005 roku aparaty znalazły się na wyposażeniu jednostki, a w marcu 2006 roku rozpoczęły loty. Na przełomie 2005 i 2006 Izrael odwiedziła pierwsza grupa żołnierzy JW Grom w celu zaznajomienia się z systemem i nauką jego obsługi.

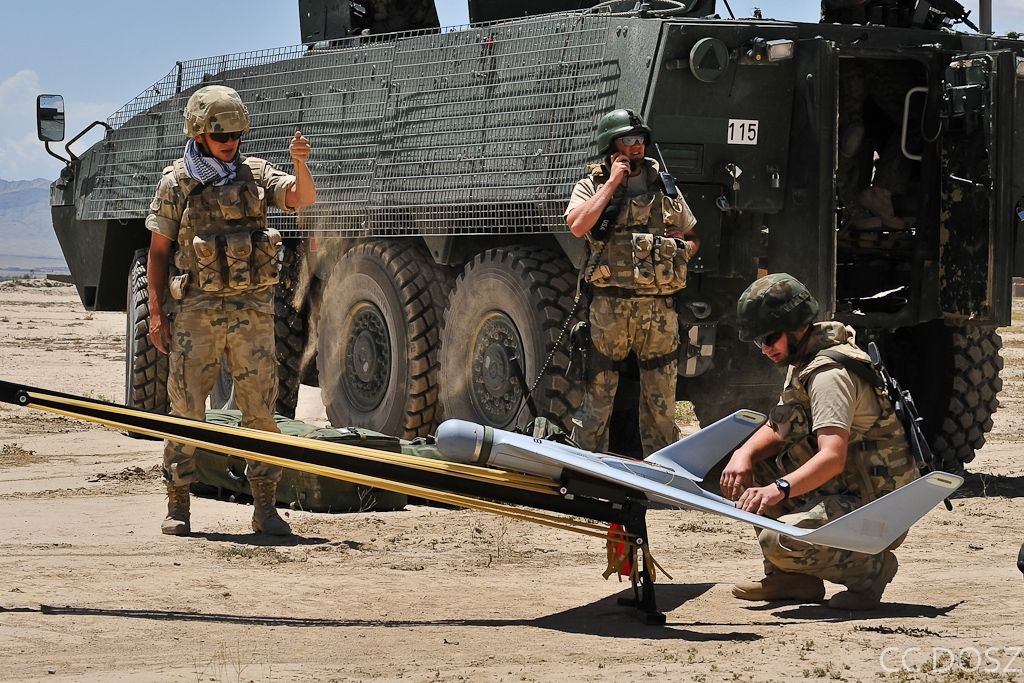
KTO Rosomak-M3 i Orbiter podczas misji

Z racji utajnienia działań warszawskiej jednostki wojskowej niewiele wiadomo o misjach, w jakich Orbiter uczestniczył. Pewne jest jego wykorzystanie przez jednostkę w Afganistanie, gdzie w 2009 roku utracono jeden z aparatów z powodów niekorzystnych warunków klimatycznych panujących w tym górzystym kraju. W sumie Polska zakupiła 15 zestawów. W zestawie znajdowały się trzy aparaty latające (z wyjątkiem pierwszego dostarczonego zestawu, w którym były cztery maszyny). W listopadzie 2012 roku podpisano umowę z Agencją Wsparcia i Zaopatrzenia NATO (ang. NATO Support and Procurement Agency), w ramach której Agencja zobowiązała się do wsparcia eksploatacji aparatów. W okresie styczeń 2014 – koniec 2015 roku poddano modernizacji wszystkie posiadane Orbitery. Zwiększono rozpiętość, zwiększono prawie dwukrotnie czas przebywania w powietrzu i przystosowano samolot do zainstalowanie cięższej, charakteryzującej się lepszymi parametrami głowicy dzienno-nocnej. Po modernizacji aparaty prezentują standard określany jako Orbiter 2.
Producent ma w swojej ofercie wersję określaną jako Orbiter 1K. Jest to aparat przystosowany do wypełniania zadań amunicji krążącej. Jest to wersja o wydłużonej rozpiętości, zasięgu i czasie przebywania w powietrzu, tożsama z wersją Orbiter 2. Aparat posiada możliwość przenoszenia na swoim pokładzie 2 kg głowicy bojowej. Maszyna, w wypadku braku znalezienia odpowiedniego celu, może bezpiecznie wylądować i być użyta ponownie. Start następuje z katapulty, aparat wyposażony jest w głowicę obserwacyjną. Autonomiczność przebywania w powietrzu wynosi około 3 godzin. Konstrukcja znajduje się na uzbrojeniu jednego, nieujawnionego publicznie państwa.

## Konstrukcja
Orbiter jest niewielkim, wykonanym w całości z kompozytów węglowych i szklanych średniopłatem napędzanym elektrycznym silnikiem bezszczotkowym. Statek powietrzny może być wyposażony w jedną z trzech rodzajów głowic ze stabilizowanymi kamerami do obserwacji nocnej, dziennej i pracującej przy słabym oświetleniu. Głowica z kolorową, cyfrową kamerą dzienną D-STAMP/3G o masie 750 g, 10 krotnym powiększeniem zapewnia możliwość wykrycia pojazdu z odległości 2 km, a człowieka z ok. 900 metrów. Polskie Orbitery mogą być wyposażone w najnowszą głowicę przeznaczoną do współpracy z Orbiterem, U-STAMP (Un-Cooled Stabilized Miniature Infra Red Camera) z niechłodzoną kamerą pracującą w podczerwieni. Wszystkie głowice montowane są w dziobie bezzałogowego środka rozpoznawczego. Orbiter ma możliwość przesyłania obrazu z kamery w czasie rzeczywistym na odległość do 15 kilometrów od stanowiska operatora. Aparat staruje z katapulty, na której rozpędzany jest przy użyciu gumowych taśm. Istnieje również możliwość wystartowania aparatu z ręki. Ląduje wykorzystując poduszkę powietrzną i spadochron. Dzięki prostocie konstrukcji Orbiter charakteryzuje się dość dużą odpornością na uszkodzenia mechaniczne. Aparat ma konstrukcję bezogonową ze skrzydłami o dużym skosie zaopatrzonymi w winglety. Na końcu kadłuba zamontowane jest dwułopatowe, składane śmigło, które rozkłada się po wystrzeleniu Orbitera.